# Eruca
Eruca és un gènere de plantes amb flors de la família brassicàcia. És originari de la regió mediterrània. La més coneguda de les plantes del gènere és la ruca (Eruca sativa). El nombre d'espècies d'aquest gènere està debatut entre una i cinc. Les següents espècies s'admeten a la Med-Checklist:
- Eruca loncholoma (Pomel) O.E.Schulz
- Eruca pinnatifida (Desf.) Pomel (syn. E. sativa subsp. pinnatifida (Desf.) Batt.; E. vesicaria subsp. pinnatifida (Desf.) Emberger & Maire)
- Eruca sativa Mill. (syn. E. vesicaria subsp. sativa (Mill.) Thell.)
- Eruca setulosa Boiss. & Reuter
- Eruca vesicaria (L.) Cav.

Quan es tracta com un gènere amb una única espècie, tot s'inclou dins E. vesicaria.
Als Països Catalans és autòctonaEruca vesicaria.

## Morfologia
Són plantes anuals que fan de 20 a 100 cm d'alt. Les fulles estan profundament pinnades lobulades. Les flors fan de 2 a 4 cm de diàmetre dins d'una inflorescència simple (corimbe) El fruit és una síliqua de 12–25 mm de llarg amb un bec apical.